# Albertplatz (Dresden)

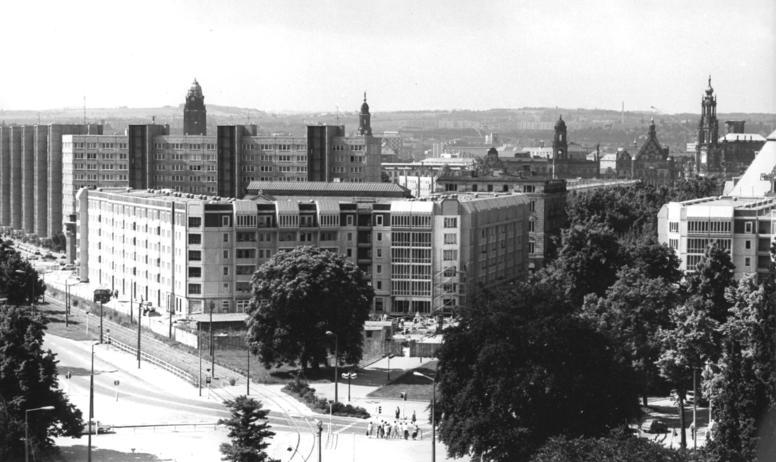
Die südliche Neubebauung des Platzes zwischen Albertstraße und Hauptstraße, 1987

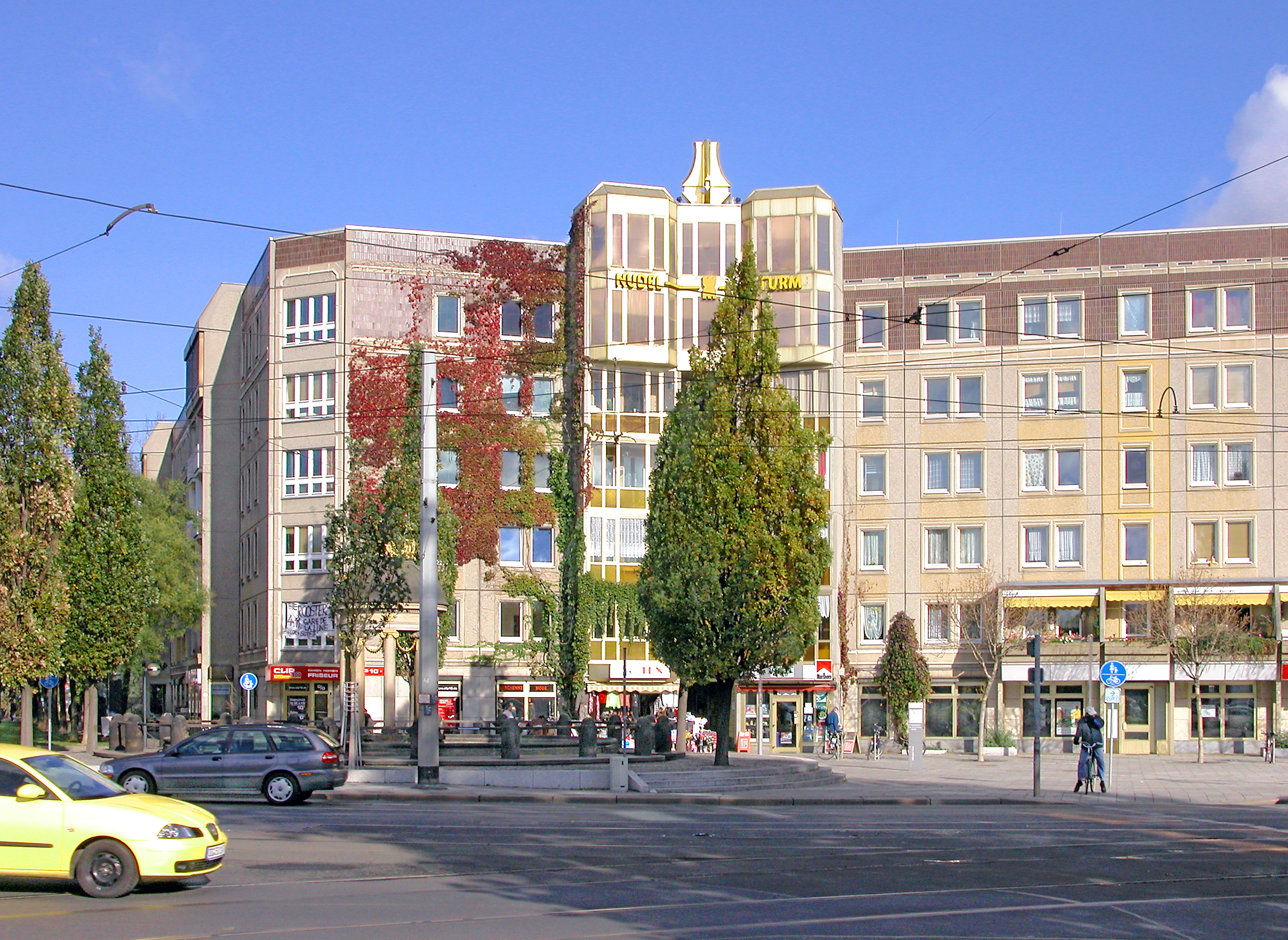
Gebäude mit Leuchtreklame für Restaurant „Nudelturm“ (2006)

Der Albertplatz in Dresden ist ein annähernd kreisrunder Platz im Stadtteil Innere Neustadt. Er wurde 1875 durch Friedrich Bouché gartenarchitektonisch gestaltet und ist heute Dresdens wichtigster Verkehrsknotenpunkt nördlich der Elbe.

## Lage
Der Albertplatz befindet sich am nördlichen Rand der Inneren Neustadt an der Grenze zur Äußeren Neustadt. Die Lage im Radius des innerstädtischen Elbbogens wurde bewusst so gewählt, dass wichtige Straßen vom Albertplatz durch Elbbrücken verlängert werden. Neun Straßen verlaufen sternförmig auf den Platz zu. Der Platz ist zudem an die Antonstraße und die Bautzner Straße angesetzt, die den Platz im Norden tangieren und in diesem Abschnitt zum 26er Ring gehören. Im Süden grenzt der Albertplatz an den Jorge-Gomondai-Platz, an den sich die Hauptstraße anschließt. Auch die barocke Prachtstraße Königstraße und die Albertstraße treffen auf den Albertplatz.

## Verkehr
Der Straßenverkehr wird kreisförmig am Rand des Platzes vorbeigeführt. Als Umsteigehaltestelle im Dresdner Straßenbahnnetz hat der Platz eine herausgestellte Bedeutung. Insgesamt verkehren fünf Straßenbahnlinien über den Platz, zwei davon über die zentral auf dem Platz gelegene Haltestelle (Linien 3, 7) und die anderen drei über die Haltestelle an der querenden Bautzner Straße (Linien 6, 8, 11).
Etwa 400 Meter westlich des Albertplatzes liegt der Bahnhof Dresden-Neustadt am Schlesischen Platz. Über diesen Bahnhof ist ein Zugang zum Fernbahnnetz möglich.

## Geschichte
Angelegt wurde der Platz ab 1817, nachdem mit dem Schleifen der Festungsanlagen um Dresden u. a. im Jahr 1812 das am heutigen Südrand des Platzes gelegene Schwarze Tor abgerissen wurde. Mit der Fertigstellung 1829 wurde er auf den Namen Bautzner Platz getauft und 1871 zu Ehren des späteren Königs Albert in Albertplatz umbenannt. Im Jahr 1945 wurde der Platzname dann in Platz der Roten Armee geändert. Ab 1946 hieß er Platz der Einheit (nach der  Zwangsvereinigung der SPD und KPD zur Einheitspartei SED), bevor er schließlich 1991 in Albertplatz rückbenannt wurde.

## Wichtige Bauten
Am Albertplatz liegen unter anderem das Erich Kästner Museum und die neobarocke Villa Eschebach, die sich der Küchenfabrikant Eschebach 1901 erbauen ließ und die heute der Dresdner Volksbank Raiffeisenbank gehört. Das 1929 für die Sächsische Staatsbank erbaute Hochhaus am Albertplatz, mehrere Jahrzehnte lang Sitz der Dresdner Verkehrsbetriebe (DVB), war mit 11 Etagen und 40 Metern Höhe eines der ersten in Deutschland gebauten Hochhäuser in Stahlbeton-Skelettbauweise, es stand seit dem Auszug der Verkehrsbetriebe im Jahr 1998 bis 2015 leer. 2012 wurde es an einen Investor verkauft, der das Bürogebäude 2014/15 sanieren ließ und entlang der Antonstraße um einen Neubaukomplex mit z. B. einem größeren Lebensmittelgeschäft ergänzt hat.
Ein bei Dresdnern als Treffpunkt beliebtes Gebäude steht an der nördlichen Innenseite des Kreisverkehrs: das sogenannte DVB-Häusl. Es beherbergt einen Fahrkartenverkaufsstand. Bis 2007 existierte am Albertplatz die Gaststätte „Nudelturm“ (vorher „Laterne“), deren Leuchtreklame ein Logo aus Nudeln darstellte.

## Brunnen

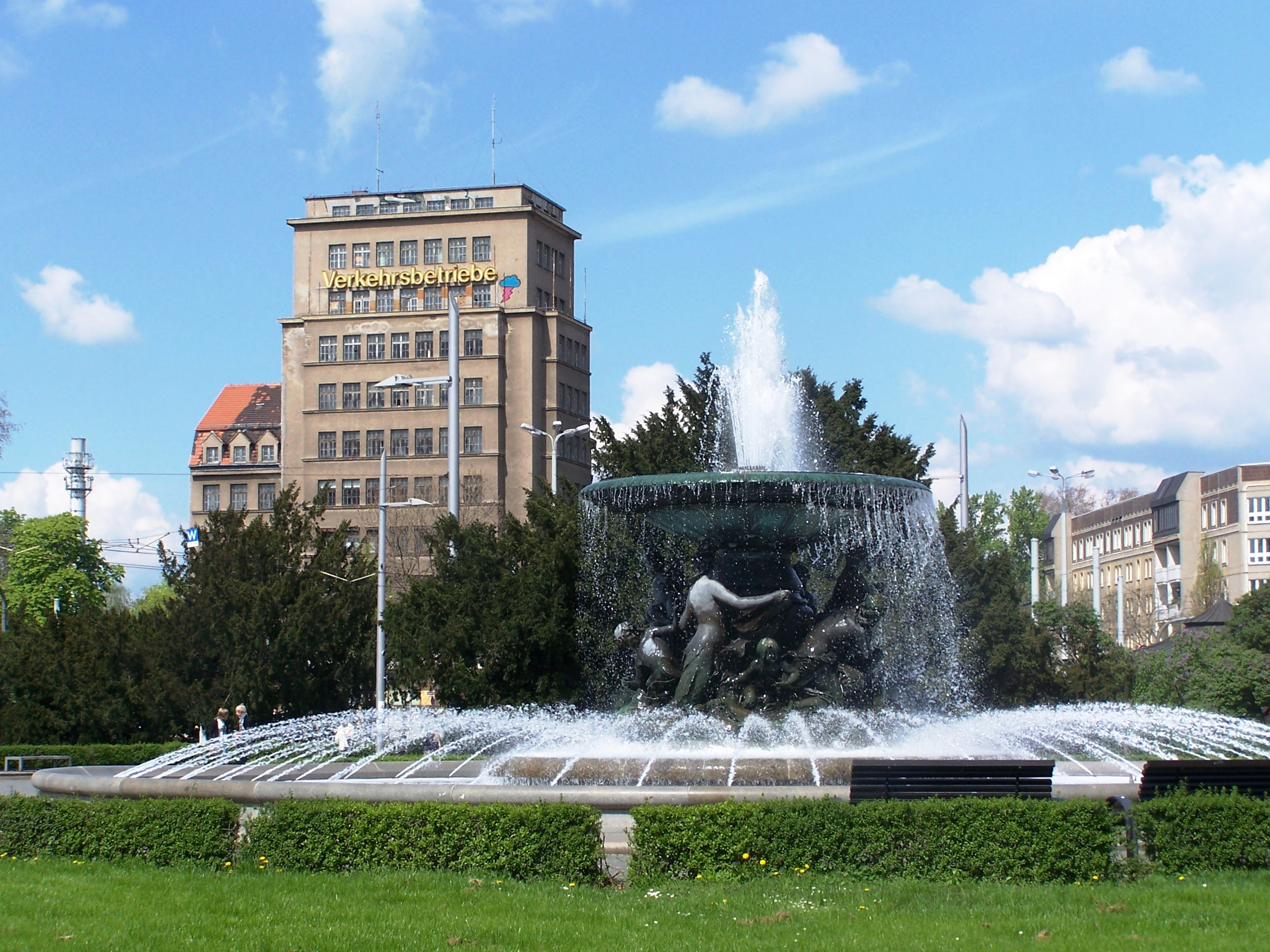
Brunnen „Stille Wasser“ von Robert Diez, im Hintergrund das Hochhaus

Am Nordrand des Albertplatzes liegen der Tempiotto des Artesischen Brunnens, geschaffen nach einem Entwurf von Hans Erlwein im Jahr 1906, und der dazugehörige Trinkbrunnen, gestaltet von Rolf Roeder.
Der eigentliche Brunnen mit seinem pyramidenförmigen Brunnenhaus liegt an der nach Westen führenden Antonstraße ungefähr 20 Meter westwärts vom Hochhaus. Er hat eine Tiefe von 243,5 Metern und wurde 1832 bis 1836 von Freiberger Bergleuten geteuft unter der Leitung des Ratszimmermeisters Paul Siemen. Das Wasser des Brunnens hat konstant etwa 16 °C, im Winter wie im Sommer. Das Tempiotto des Stadtbaurates Erlwein ist ein Schmuckstück neoklassizistischer Kleinarchitektur. Die runde Brunnenanlage, die über zwei offene Abflüsse verfügt, ist eingefasst von sechs Stieleichen. Der moderne Trinkbrunnen hat eine säulenartige Rückwand und ein vorgelagertes Becken aus Oberlausitzer Granit. Der Auslauf und das Abflussrohr sind aus Bronze. Er ist 1,25 Meter hoch, 65 Zentimeter breit und 64 Zentimeter tief. Der Trinkbrunnen, angelegt im Zuge der Bebauung des nördlichen Platzrandes, wurde am 24. Juli 1990 eingeweiht. An seiner Rückseite befindet sich ein drei Zentimeter großes Bronzemedaillon mit einem Monogramm RR und der Jahreszahl 89.

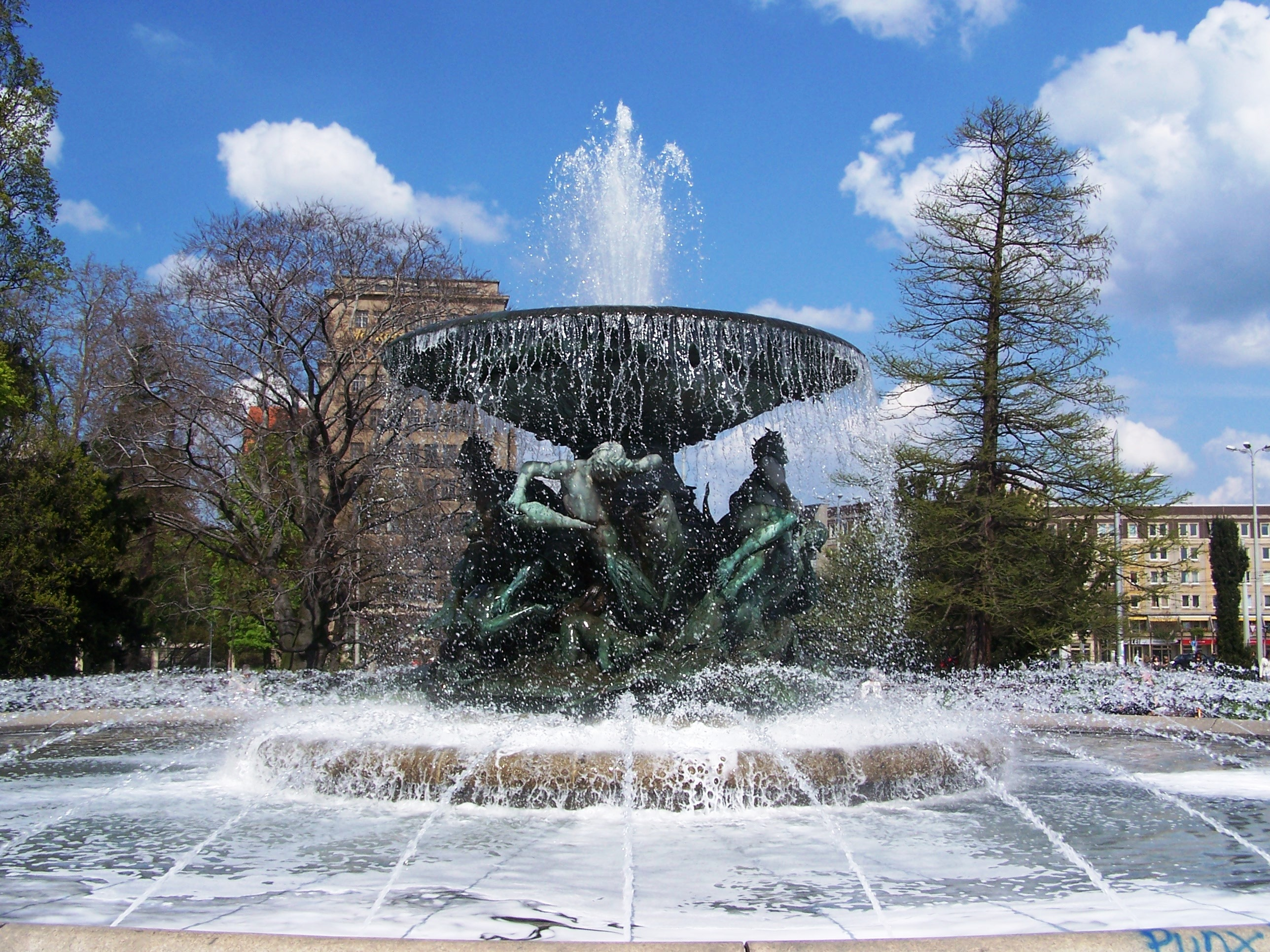
Brunnen „Stürmische Wogen“

In der Mitte des Platzes stehen, beidseitig zur Straßenbahnhaltestelle, die Zwillingsbrunnen Stürmische Wogen (westlich der Haltestelle) und Stille Wasser (östlich), entworfen von Robert Diez. Die Brunnen wurden am 1. September 1894 feierlich in Betrieb gesetzt. Dem ging ein von der Stadt ausgeschriebener Wettbewerb zur Gestaltung von zwei Brunnen voraus. Die Figurengruppen sind aus Bronze, geschaffen 1893/94 durch die Kunst- und Glockengießerei C. Albert Bierling aus Dresden. Die Brunnenbecken bestehen aus Granit. Die Stürmischen Wogen stellen den Sturm auf wildem Ross dar, mit einer Schlangenpeitsche kämpfend mit Seeungeheuern. Das Stille Wasser ist dagegen verträumt, eine Nymphe mit einer Lilie in der Hand musiziert, während Frösche, Schnecken und Muscheln sie umgeben. Ausführende Architekten waren Giese & Weidner. Beide Brunnenanlagen haben einen Durchmesser von 19 Metern.
Für die Weltausstellung 1900 in Paris wurden die bronzenen Brunnenplastiken demontiert und dort als eindrucksvolle Beispiele deutscher Gießereitechnik ausgestellt.
An der Stelle des kriegszerstörten Brunnens Stürmische Wogen stand zu DDR-Zeiten das von Otto Rost entworfene Sowjetische Ehrenmal. Dieses Ehrenmal für die Gefallenen der 5. Sowjetischen Armee wurde 1993 an den Olbrichtplatz in die Nähe des Militärhistorischen Museums umgesetzt. Rechtzeitig zur 100-Jahr-Feier der Brunnenanlagen sind dann die Stürmischen Wogen bis 1994 wiederaufgebaut worden.

## Sachgesamtheit Albertplatz und Alleensystem
Die denkmalpflegerische Sachgesamtheit Albertplatz und Alleensystem besteht aus dem Rundplatz mit dem davon ausgehenden strahlenförmig angelegten Alleensystem. Dazu gehören die Grünanlagen an der Bautzner Straße (Gartendenkmale) sowie die folgenden Einzeldenkmale: die zwei Brunnen Stille Wasser (ID-Nr. 9214145) und Stürmische Wogen (ID-Nr. 9214331), das Wartehäuschen mit Schalter (ID-Nr. 9214147) sowie die Barockvase aus Sandstein in der Bautzner Straße (ID-Nr. 9214188).
Innerhalb der Sachgesamtheit ist die Platane an der Verkehrsinsel zur Bautzner Straße seit 1985 als Naturdenkmal (ND 26) ausgewiesen. Neben ihr befindet sich die 2005 geschaffene Bodeninstallation Wurzelwerk.

## Denkmäler

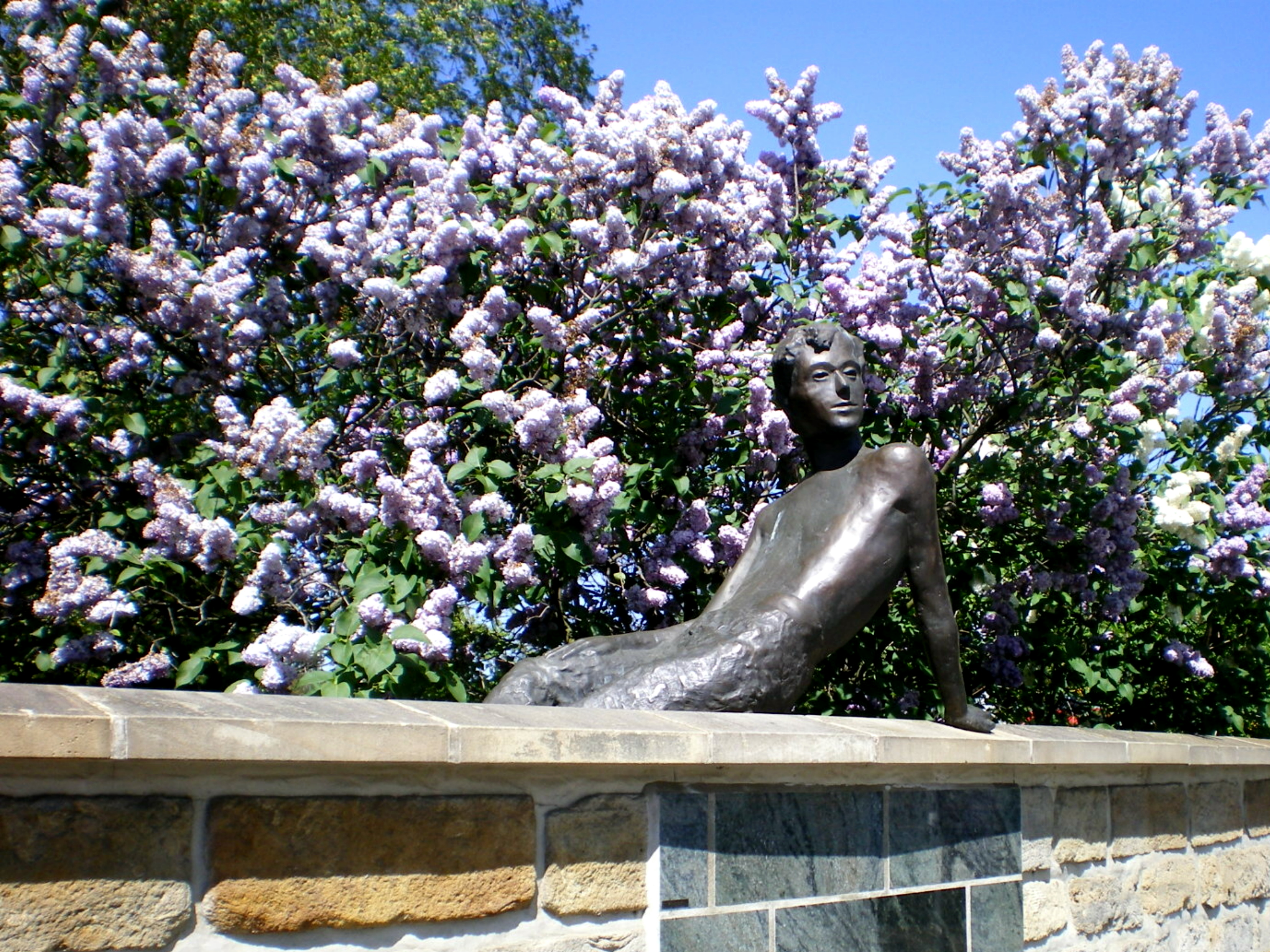
Bronzefigur von Mátyás Varga

Eine vom ungarischen Künstler Mátyás Varga 1999 geschaffene Bronzefigur zeigt eine Hommage an  Erich Kästner als kleinen Jungen auf der Mauer der Villa Augustin, heute Erich-Kästner-Museum, sitzend. In seinen Kindheitserinnerungen Als ich ein kleiner Junge war beschrieb er, wie er schon als kleiner Junge auf der Mauer sitzend das Treiben auf dem Albertplatz gespannt verfolgte.
An der Nordostseite des Platzes am Eingang zur nach Norden führenden Alaunstraße steht das 1,7 Meter hohe Erich-Kästner-Denkmal von Wolf-Eike Kuntsche aus Bronze. Das Denkmal erinnert mit einem Jugendbild, allen seinen Büchern aufeinander gestapelt, feinsäuberlich die Buchrücken mit ihren Titeln beschriftet, und Zitaten Kästners an den Schriftsteller, der in unmittelbarer Nähe in der Königsbrücker Straße aufgewachsen ist.
In einer Grünfläche zwischen Hauptstraße, Königstraße und Albertplatz befindet sich das 1913 vom Bildhauer Selmar Werner und dem Architekten Oswin Hempel geschaffene überlebensgroße Schillerdenkmal. Die Marmorwandung des Denkmals zeigt neun Reliefs zu Schillers Werken.
Am Übergang vom Albertplatz zur Hauptstraße steht ein Gedenkstein für Jorge Gomondai der 1991 das erste Todesopfer eines fremdenfeindlichen Überfalls in Dresden nach der Wiedervereinigung wurde. Zum Gedenken an ihn wird dieser Platz seit 2006 Jorge-Gomondai-Platz genannt.

## Bildergalerie

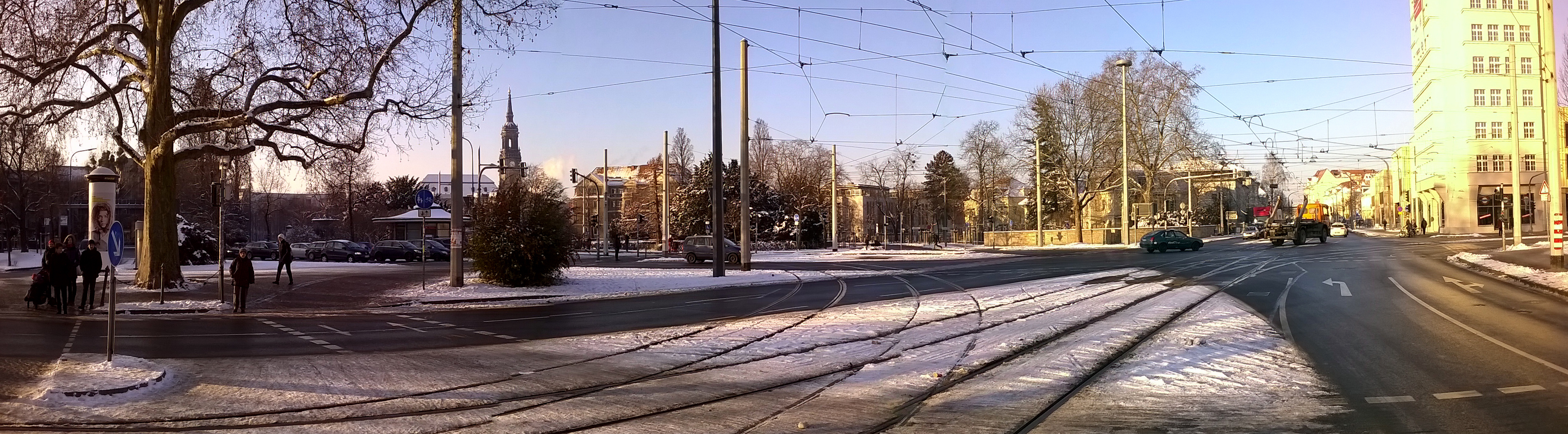
Panoramaaufnahme - Albertplatz Dresden - Erich Kästner Museum
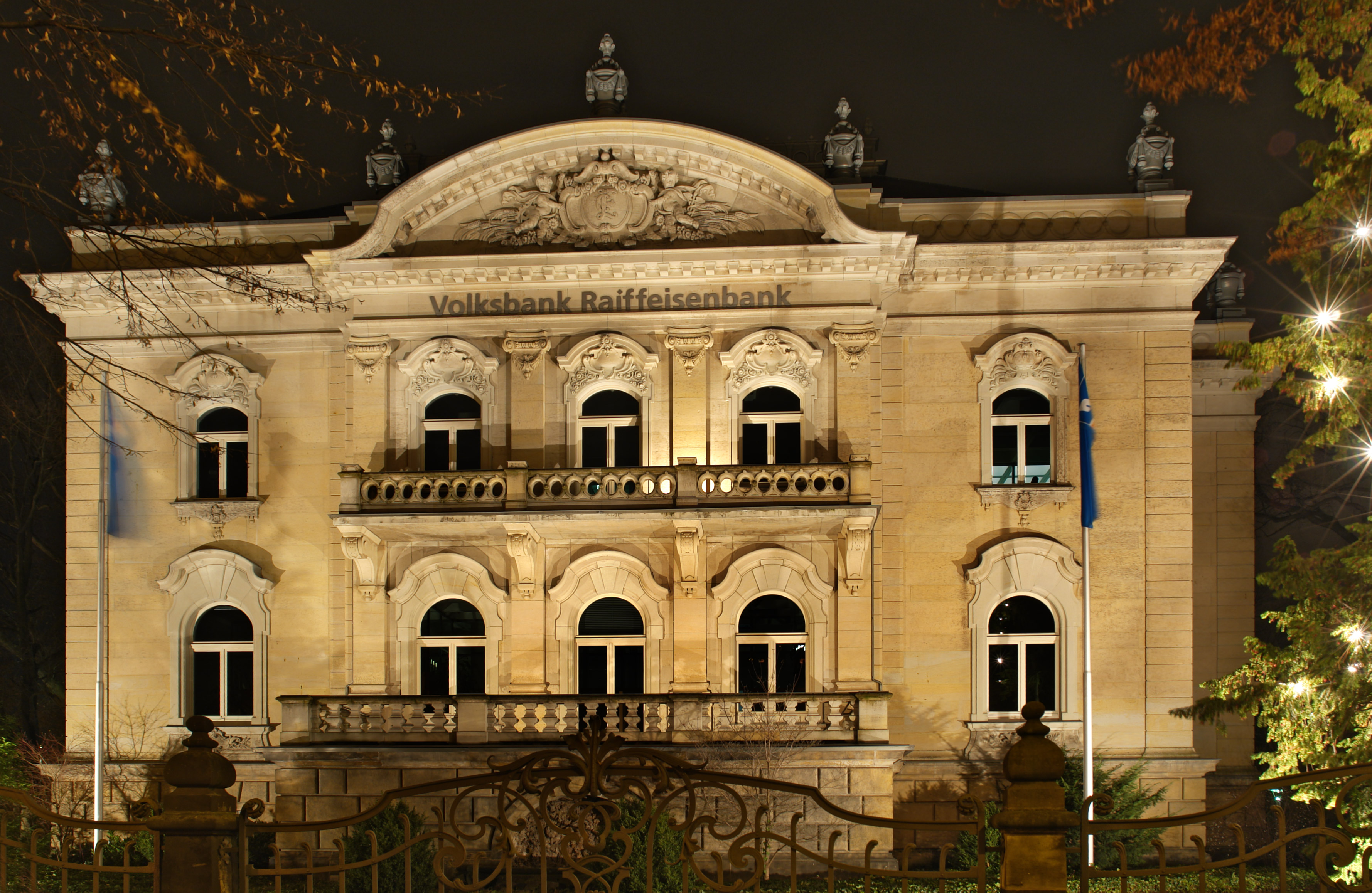
Volksbank Raiffeisenbank in der Villa Eschebach von 1901
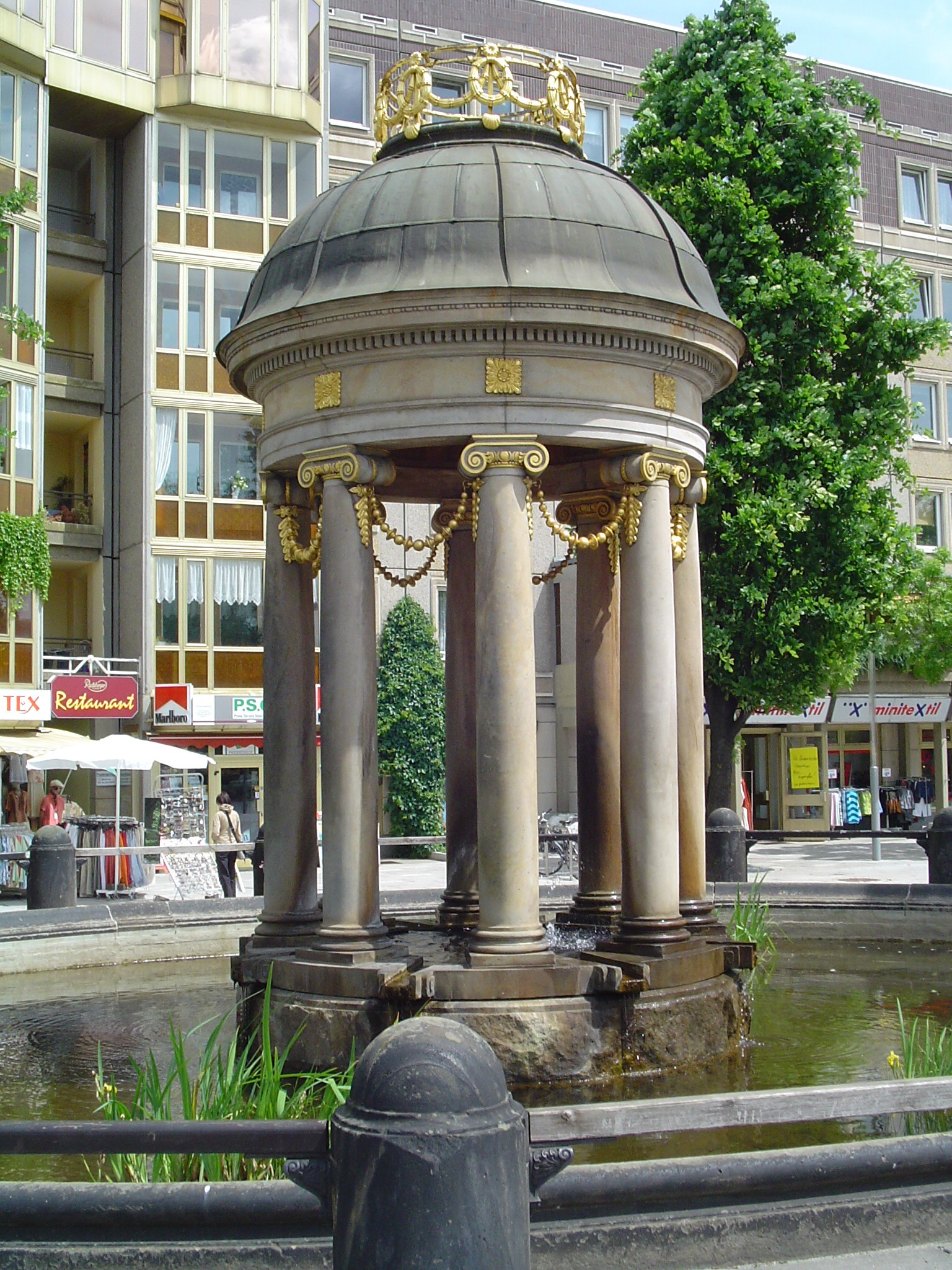
Artesischer Brunnen
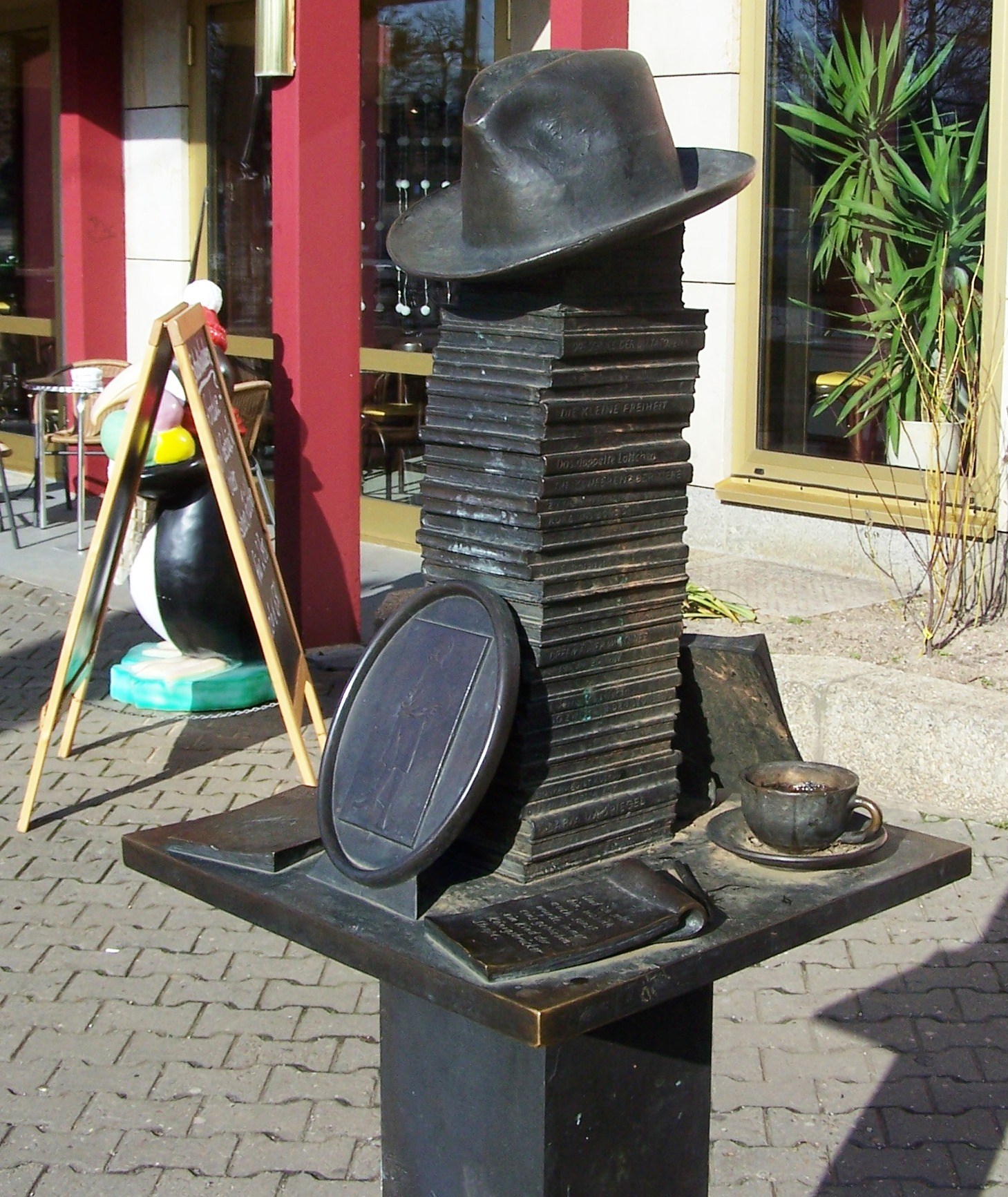
Kästner-Denkmal
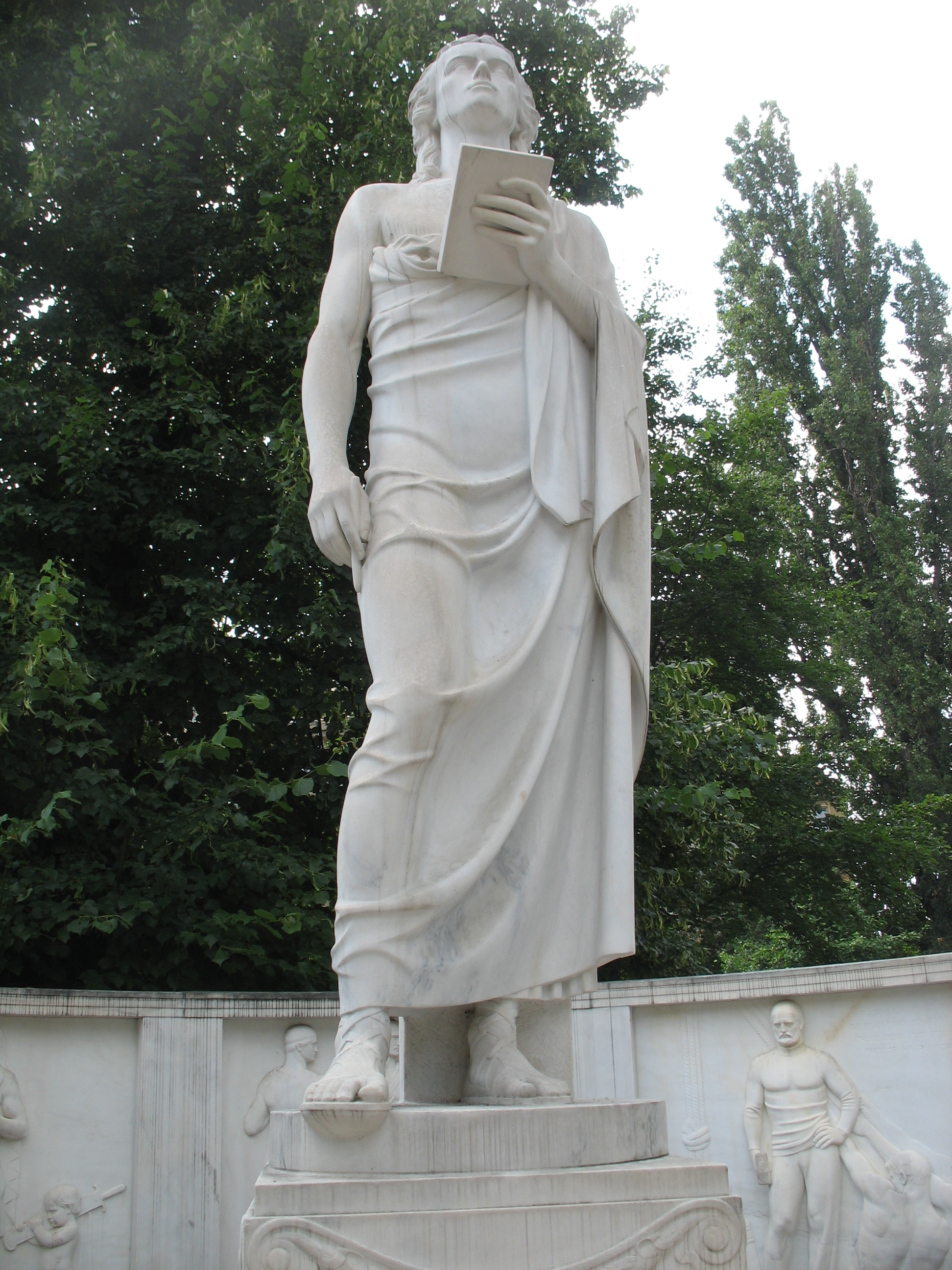
Schiller-Denkmal
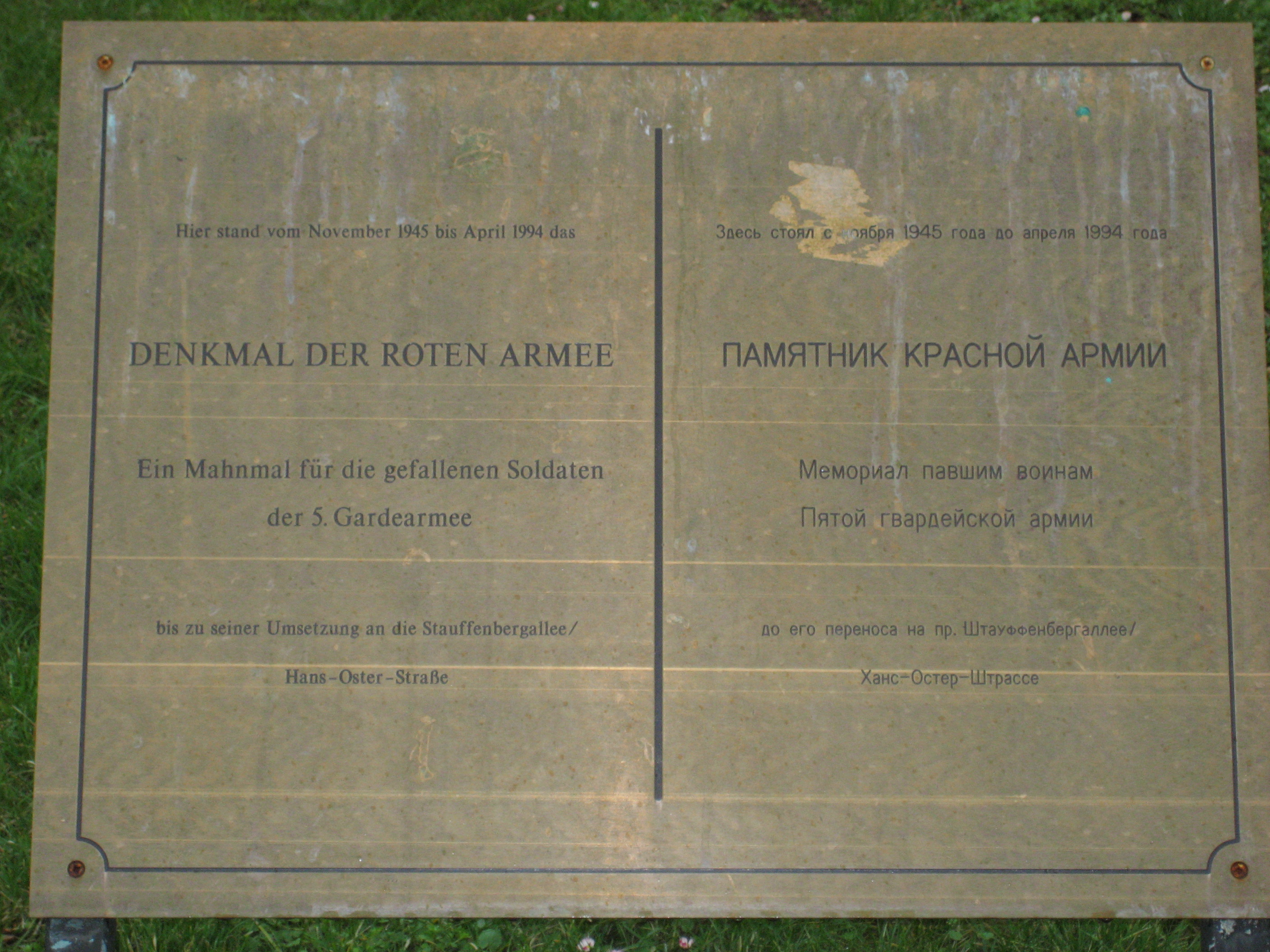
Metadenkmal: Gedenktafel in Erinnerung an das Sowjetische Ehrenmal
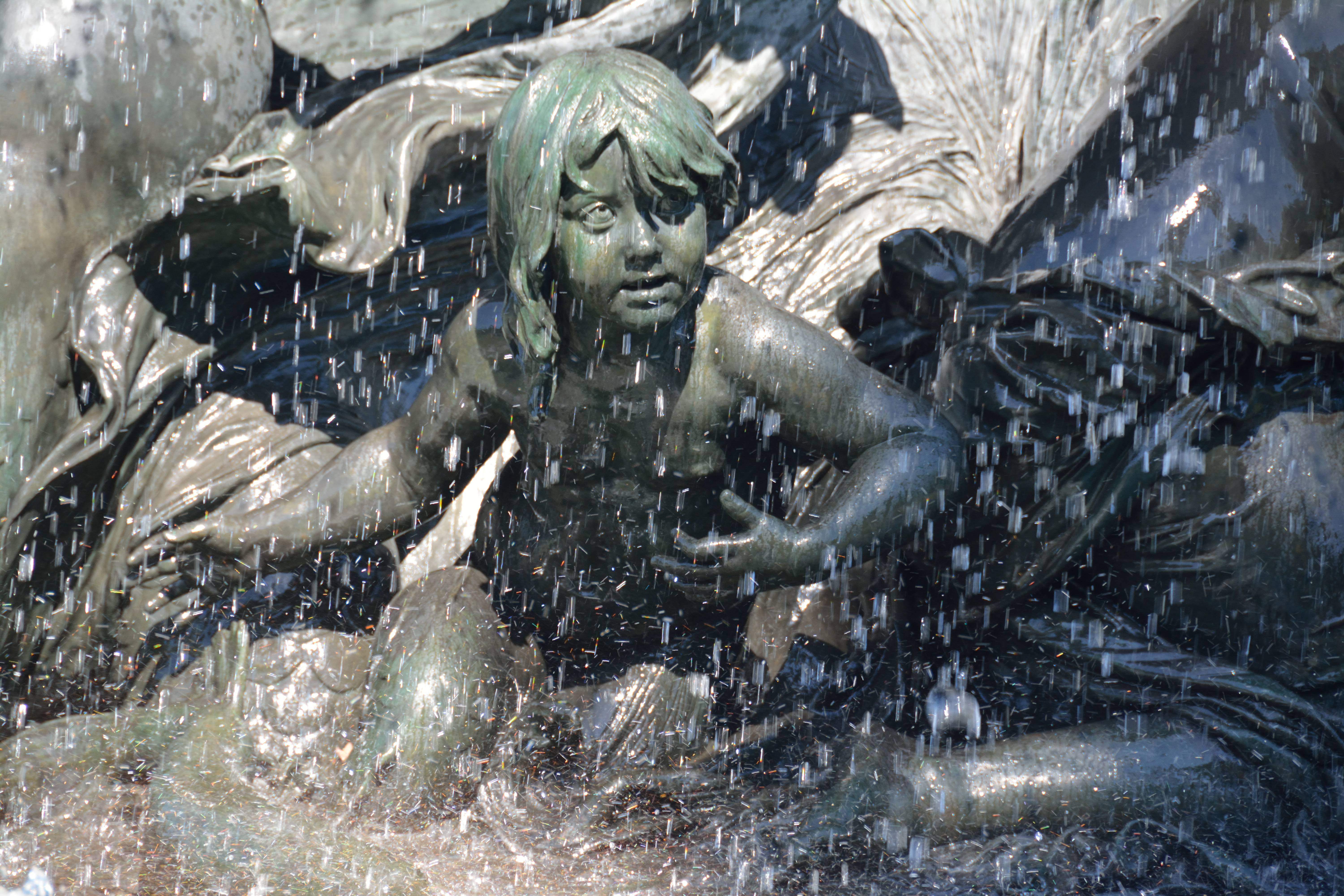
Detail des Brunnens „Stürmische Wogen“
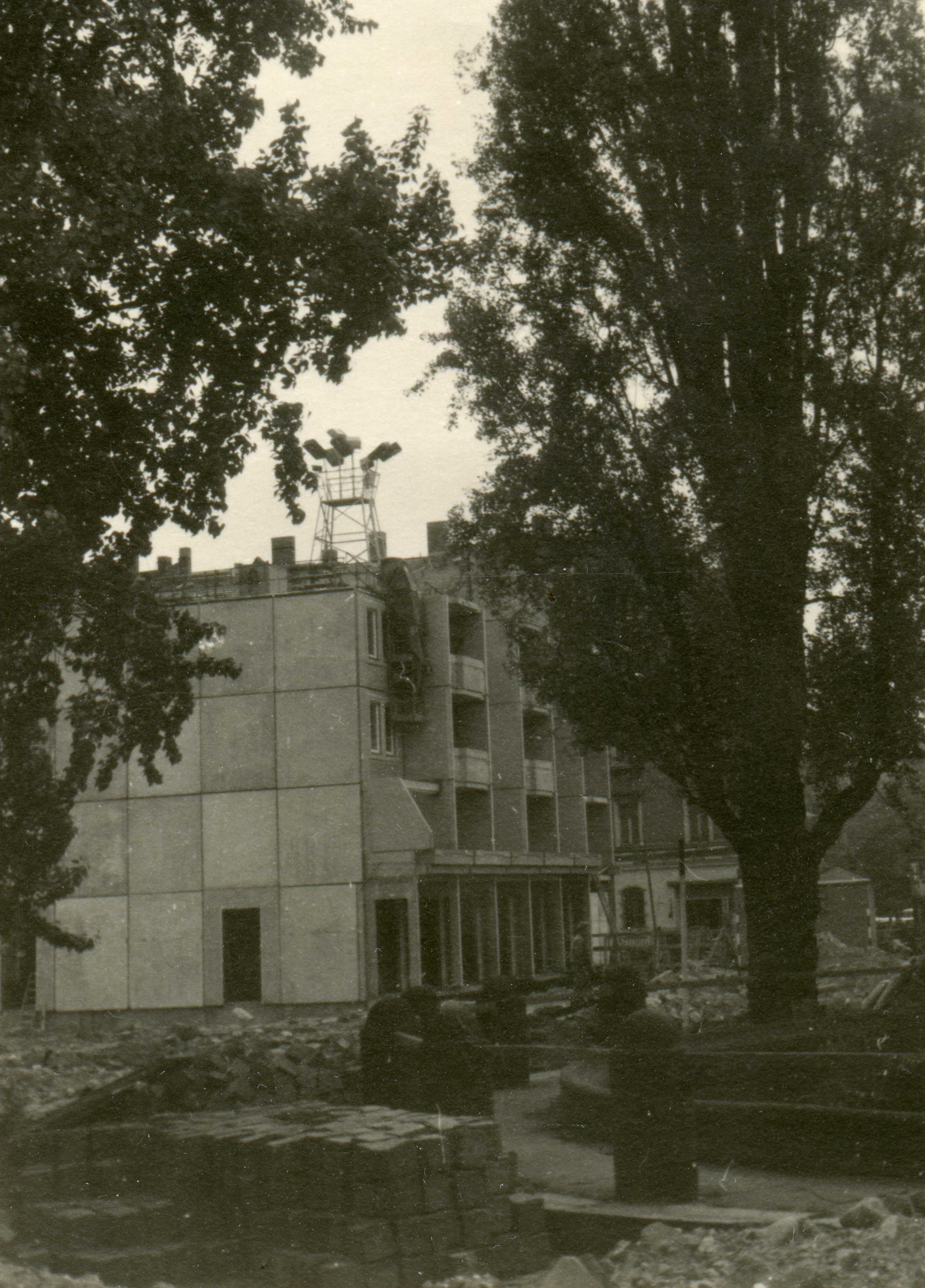
Baustelle am Albertplatz um 1987